# 10164 Akusekijima
10164 Akusekijima è un asteroide della fascia principale. Scoperto nel 1995, presenta un'orbita caratterizzata da un semiasse maggiore pari a 2,6026598 UA e da un'eccentricità di 0,1617514, inclinata di 14,53904° rispetto all'eclittica.
L'asteroide è dedicato all'isola di Akuseki, parte del gruppo di Isole Tokara nell'arcipelago Ryūkyū.